# Core Humanitarian Standard on Quality and Accountability
Core Humanitarian Standard on Quality and Accountability (CHS) (på dansk: Central Humanitær Standard for Kvalitet og Ansvarlighed) opstiller ni forpligtelser for humanitære organisationer til at måle og forbedre kvaliteten og effektiviteten af deres arbejde. CHS sætter fællesskaber og mennesker, der er ramt af kriser i centrum af den humanitære indsats. De humanitære organisationer kan bruge det som et frivilligt kodeks, til at tilpasse deres egne interne procedurer. Det kan også bruges som grundlag for kontrol af resultater.
CHS blev lanceret den 12. december 2014 i København, Danmark som følge af en global høring, der involverede 2.000 repræsentanter for humanitære organisationer og udviklingsorganisationer. Det sammendrager centrale elementer i eksisterende humanitære normer og forpligtelser. Grundlæggerne og copyright-indehaverne af CHS er Groupe URD, Sphere og CHS Alliance. 

## Baggrunden
Core Humanitarian Standard (CHS) beskriver de væsentligste elementer, for udførelse af ansvarlig humanitær indsats af høj kvalitet. De humanitære organisationer kan bruge det som et frivilligt kodeks, til at tilpasse deres egne interne procedurer. Det kan også bruges som grundlag for kontrol af resultater.
CHS er resultatet af en 12-måneders, tre-faset høring, faciliteret af Humanitarian Accountability Partnership International (HAP), People In Aid og The Sphere Project, hvor mange hundrede enkeltpersoner og organisationer, nøje analyserede indholdet af CHS og efterfølgende har afprøvet det.
De tre grundlæggere og indehaverne af CHS er Groupe URD, Sphere, og CHS Alliance. De supplerer hinanden. således at: 
- CHS Alliance hjælper sine medlemmer og det omgivende samfund med at fremme og gennemføre CHS; CHS Kontrol-Ordningen gør det muligt for organisationer at måle, i hvilket omfang de har succes med at anvende standarden.[4]
- Groupe URD hjælper organisationer med at forbedre kvaliteten af deres programmer gennem evalueringer, forskning, træning samt strategi- og kvalitetsstøtte. De har udviklet "the Quality & Accountability COMPASS", der giver retningslinjer, processer og værktøjer til at hjælpe med at gennemføre CHS i marken.[5]
- Sphere arbejder med de humanitære organisationer og enkeltpersoner for at forbedre kvaliteten og ansvarligheden for humanitær bistand. "The Sphere Handbook" fastlægger fælles principper og universelle minimumsstandarder inden for områder af humanitær indsats. [6]

## Ni forpligtelser
CHS opstiller ni Forpligtelser til fællesskaber og folk, der rammes af humanitære kriser med angivelse af, hvad de kan forvente fra organisationer og enkeltpersoner, der yder humanitær indsats. Hver af forpligtelserne, er støttet af et kvalitetskriterium, der viser, hvordan humanitære organisationer og personale, skal arbejde for at leve op til det.
1. Fællesskaber og mennesker, der er ramt af krise, får bistand der er hensigtsmæssig og relevant i forhold til deres behov.
2. Fællesskaber og mennesker, der er ramt af krise, får adgang til den humanitære bistand, de har brug for på det rigtige tidspunkt.
3. Fællesskaber og mennesker, der er ramt af krise er ikke negativt påvirket og er mere forberedt, robuste og mindre udsatte som følge af den humanitære indsats. Dvs at den humanitære indsats skal styrke den lokale kapacitet og undgå de negative virkninger.
4. Fællesskaber og mennesker, der er ramt af krise, skal kende deres rettigheder, have adgang til oplysninger og deltage i beslutninger, der vedrører dem.
5. Fællesskaber og mennesker, der er ramt af krise, har adgang til sikre og lydhøre mekanismer til at håndtere klager.
6. Fællesskaber og mennesker, der er ramt af krise, får støtte, som er koordineret og supplerende.
7. Fællesskaber og mennesker, der er ramt af krise kan forvente levering af forbedret bistand idet organisationer lærer af erfaring og refleksion.
8. Fællesskaber og mennesker, der er ramt af krise, som får den hjælp, de har brug for af kompetente og velledede ansatte og frivillige.
9. Fællesskaber og mennesker, der er ramt af krise, kan forvente, at de organisationer, der bistår dem, forvalter ressourcerne effektivt og etisk forsvarligt.

Standarden nyder støtte fra Europæiske Union, UNDP, UNIDO, den Internationale Røde Kors Komité, Oxfam og fra regeringerne i Danmark, Tyskland, Irland, Schweiz og det Forenede Kongerige.  